# Tannourine
Tannourine (in arabo تنورين‎?, Tannūrīn) è un centro abitato e comune (municipalité) del Libano situato nel distretto di Batrunn, governatorato del Nord Libano.
Vi si produce l'omonima acqua minerale.